# HUGE-1
HUGE-1 is een Japanse wegraceklasse waaraan wordt deelgenomen door motorfietsen waarbij alles is toegelaten, behalve het veranderen van het originele frame en het uiterlijk van de motor. 
Omdat ieder circuit of promotor in Japan zijn eigen klasse heeft, wordt HUGE-1 alleen in Tsubaka verreden. Een vergelijkbare klasse is DOBAR, die ook op Tsubaka wordt verreden, maar door een andere promotor wordt georganiseerd. Zowel in HUGE-1 als DOBAR vind je zware naked bikes, zoals de Honda CB 1000, de Suzuki GSF 1200 Bandit, de Kawasaki ZRX 1100 en de Yamaha XJR 1200.